# Развигор Попов
Развигор Петров Попов е български музикант и композитор.

## Биография и творчество
Роден е в град София на 28 май 1940 г. Завършва Националната музикална академия.
Музикалната му кариера започва в състава „Мелоди“ на Емил Димитров през 1961 г. По-късно преминава в „Стакато“, а след това и в група „Старт“, с която има осем албума.
През 1979 г. започва да композира детски песни, като най-известната от тях е „Вълкът и седемте козлета“, изпята заедно с Мими Иванова. Двамата заедно през 1990 г. основават музикална детска школа в Двореца на децата в София.
През 90-те години свири заедно с Георги Минчев в група „Полезни изкопаеми“. Обикновено участва като гост-музикант в Подуене блус бенд на фестивала Цвете за Гошо всяка година.

## Семейство
Женен е за певицата Мими Иванова, с която имат дъщеря. От първия си брак има син, композиторът и музикант – Петър Попов.

## Награди
- Първа награда на Международния театрален фестивал „Вълшебната завеса“ в Търговище и годишна награда на фондация „Димитър Вълчев“ за музика към детските пиеси „Червената шапчица“ и „Бабината питка“
- Голямата награда на „Златният Орфей“ за цялостен принос, 1996
- „Сребърна лира“ на фестивала в Братислава, 1978
- Трета награда от конкурса „Песни за морето“ – Рощок, Германия, 1980